# Simon Burgess
Simon Peter Burgess (Franklin, 11 de septiembre de 1967) es un deportista australiano que compitió en remo.
Participó en tres Juegos Olímpicos de Verano, obteniendo dos medallas, plata en Sídney 2000 y plata en Atenas 2004, en la prueba de cuatro sin timonel ligero, y el sexto lugar en Atlanta 1996, en la misma prueba.
Ganó cinco medallas en el Campeonato Mundial de Remo entre los años 1990 y 1999.

## Palmarés internacional
| Juegos Olímpicos   | Juegos Olímpicos        | Juegos Olímpicos  | Juegos Olímpicos          |
| Año                | Lugar                   | Medalla           | Prueba                    |
| ------------------ | ----------------------- | ----------------- | ------------------------- |
| 2000               | Sídney (Australia)      | Medalla de plata  | Cuatro sin timonel ligero |
| 2004               | Atenas (Grecia)         | Medalla de plata  | Cuatro sin timonel ligero |
| Campeonato Mundial |                         |                   |                           |
| Año                | Lugar                   | Medalla           | Prueba                    |
| 1990               | Tasmania (Australia)    | Medalla de bronce | Cuatro scull ligero       |
| 1991               | Viena (Austria)         | Medalla de oro    | Cuatro scull ligero       |
| 1997               | Aiguebelette (Francia)  | Medalla de oro    | Ocho con timonel ligero   |
| 1998               | Colonia (Alemania)      | Medalla de bronce | Cuatro sin timonel ligero |
| 1999               | St. Catharines (Canadá) | Medalla de plata  | Cuatro sin timonel ligero |